# Scream If You Wanna Go Faster
Scream If You Wanna Go Faster – drugi singel z drugiego studyjnego albumu brytyjskiej piosenkarki Geri Halliwell, znajdującego się pod tym samym tytułem. Piosenka uplasowała się na 8. pozycji UK Singles Chart.

## Lista utworów
UK & Europe CD1
(Wydano 30 lipca 2001)
1. "Scream If You Wanna Go Faster" (Radio Edit) – 3:24
2. "New Religion" - 3:05
3. "Breaking Glass" - 3:37

UK & Europe CD2
(Wydano 30 lipca 2001)
1. "Scream If You Wanna Go Faster" (Radio Edit) – 3:24
2. "Scream If You Wanna Go Faster" (Sleaze Sisters Anthem Edit) – 4:58
3. "Scream If You Wanna Go Faster" (Rob Searle Edit) – 4:25
4. "Scream If You Wanna Go Faster" (Burnt Remix) – 7:07

European 2-Track CD Single (Version 1)
(Wydano 30 lipca 2001)
1. "Scream If You Wanna Go Faster" (Radio Edit) – 3:24
2. "New Religion" - 3:05

European 2-Track CD Single (Version 2)
(Wydano 30 lipca 2001)
1. "Scream If You Wanna Go Faster" - 3:24
2. "It’s Raining Men" (Album Version) – 4:19

Australian CD Maxi Single
(Wydano 10 września 2001)
1. "Scream If You Wanna Go Faster" - 3:24
2. "Scream If You Wanna Go Faster" (In The Name Of Charlie Rapino) – 5:02
3. "Scream If You Wanna Go Faster" (Sleaze Sisters Anthem Mix) – 8:02
4. "Scream If You Wanna Go Faster" (Burnt Remix) – 7:07
5. "It’s Raining Men" (Almighty Mix) – 8:12